# Time Capsule: A Future Retrospective
Time Capsule: A Future Retrospective è una raccolta del gruppo musicale statunitense Julien-K, autoprodotta e pubblicata il 7 febbraio 2018.

## Descrizione
Come operato in precedenza con i precedenti album in studio California Noir - Chapter One: Analog Beaches & Digital Cities e California Noir - Chapter Two: Nightlife in Neon, anche questa pubblicazione è stata finanziata mediante una campagna di crowdfunding lanciata dal gruppo attraverso Indiegogo.
Il cofanetto presenta quattro CD contenente svariati brani mai pubblicati in precedenza dai Julien-K o resi disponibili originariamente attraverso edizioni limitate, come ad esempio Dreamland e Killing Fields (bonus track dell'edizione europea del primo album Death to Analog) o i brani registrati dal vivo nel 2011 successivamente inclusi nell'EP SDS Sessions V.1. In esso sono inoltre presenti due brani acustici registrati dal vivo insieme a Chester Bennington dei Linkin Park, collaboratore di lunga data del gruppo (con il quale fondò i Dead by Sunrise) e a cui è stata dedicata la raccolta.

## Tracce
Testi e musiche di Amir Derakh, Ryan Shuck e Anthony Valcic, eccetto dove indicato.
CD 1 – Unreleased Songs & Studio B-Sides
1. Killer Instinct (2005) – 3:16 (James Kinney, Amir Derakh, Ryan Shuck, Anthony Valcic)
2. The Antisocialites (2013) – 3:24 (Amir Derakh, Ryan Shuck, Anthony Valcic, Sam Evans)
3. Broken Pieces (2014) – 4:03
4. Little Damnation (2007) – 3:11 (Amir Derakh, Ryan Shuck, Brandon Belsky)
5. Wastelander (2013) – 4:51
6. Darkest Days of My Bitter Youth (2013) – 4:29
7. Walking with the Dead in My Arms (2011) – 5:26
8. The Hunting (2011) – 4:25 (James Kinney, Amir Derakh, Ryan Shuck, Anthony Valcic)
9. Wind Screams Love (2012) – 3:48 (Ryan Shuck, Eric Stoffel, Amir Derakh, Anthony Valcic)
10. All of My Life (2005) – 3:40
11. Killing Fields (2006 DTA B-Side) – 5:18 (Amir Derakh, Ryan Shuck, Anthony Valcic, Brandon Belsky)
12. Dreamland (2005 DTA B-Side) – 4:07

- The House of Rock Sessions (2012)

1. Cruel Daze of Summer – 6:24 (Amir Derakh, Ryan Shuck, Anthony Valcic, Adam Bambrough, Rob Peckham)
2. Nights of Future Past – 5:25 (Amir Derakh, Ryan Shuck, Anthony Valcic, Sam Evans)
3. We're Here with You – 4:58 (Bryan Black, Olivier Grasset, Amir Derakh, Ryan Shuck, Anthony Valcic)

CD 2 – Demos
1. Alibi (2004 Demo) – 3:50 (Ryan Shuck, Amir Derakh)
2. Kick the Bass (2004 Demo) – 4:31 (Ryan Shuck, Amir Derakh)
3. Someday Soon (2004 Demo) – 4:11 (Ryan Shuck, Amir Derakh)
4. Everyone Knows (2004 Demo) – 4:04 (Ryan Shuck, Amir Derakh)
5. Look at U (2004 Demo) – 3:42 (Ryan Shuck, Amir Derakh)
6. Maestro (2004 Snippet) – 2:03
7. Technical Difficulties (2004 Demo) – 4:33
8. Shaking (2004 Demo) – 4:15 (Ryan Shuck, Amir Derakh)
9. Cowboys & Runaways (2005 Demo) – 4:00 (Ryan Shuck, Amir Derakh)
10. Spiral (2005 Demo) – 4:20 (Amir Derakh, A. Preven, S. Cutler, Ryan Shuck, Anthony Valcic)
11. Walking (2007 Little Damnation Demo) – 2:41 (Amir Derakh, Ryan Shuck, Brandon Belsky)
12. Cruel Daze of Summer (2010 Demo w/ Pre-Chorus) – 7:17 (Amir Derakh, Ryan Shuck, Anthony Valcic, Adam Bambrough, Rob Peckham)
13. Hyper Chase (2011 Flashpoint Riot Demo) – 5:05 (Guy Hatfield, Amir Derakh, Ryan Shuck, Anthony Valcic)
14. California Dreams (2013 California Noir Demo) – 3:57 (Ryan Shuck, Amir Derakh, Eric Stoffel, Anthony Valcic)
15. All This from the Sky (2013 Strange Invisible Demo) – 3:31 (Ryan Shuck, Amir Derakh, Eric Stoffel, Anthony Valcic)
16. Rainbows (2013 Strange Invisible Early Jam) – 2:28 (Ryan Shuck, Amir Derakh, Eric Stoffel, Anthony Valcic)

CD 3 – Live & Acoustic
- Live in Casper, Wyoming (2007)

1. Death to Analog – 5:29 (Amir Derakh, Anthony Valcic, Ryan Shuck, Tim Palmer)
2. Look at U – 3:53 (Ryan Shuck, Amir Derakh)
3. Kick the Bass – 3:58 (Ryan Shuck, Amir Derakh)
4. Systeme de Sexe – 5:33 (Amir Derakh, Ryan Shuck, Anthony Valcic, Brandon Belsky)
5. Spiral – 3:57 (Amir Derakh, A. Preven, S. Cutler, Ryan Shuck, Anthony Valcic)
6. Technical Difficulties – 5:27

- The Rock Shop Sessions (2012)

1. Cruel Daze of Summer – 6:25 (Amir Derakh, Ryan Shuck, Anthony Valcic, Adam Bambrough, Rob Peckham)
2. Colorcast – 4:39
3. Surrounded by Cowards – 4:31 (Amir Derakh, Anthony Valcic, Ryan Shuck, Benjamin Vial)

- Star of the Season Acoustic Benefit Show (2011)

1. Palm Springs Reset – 5:12
2. I'll Try Not to Destroy You – 5:05

- Gypsy Den Acoustic Show (2015)

1. California Noir – 4:04 (Ryan Shuck, Amir Derakh, Eric Stoffel, Anthony Valcic)
2. She's the Pretender – 3:53 (Amir Derakh, Ryan Shuck, Craig Williams, Anthony Valcic, Jared Watson)
3. Cast into the Sea – 3:31 (Amir Derakh, Ryan Shuck, Anthony Valcic, Len Hotrum)

- Gypsy Den Acoustic Show Rehearsal (2016)

1. Strange Invisible – 3:22 (Ryan Shuck, Amir Derakh, Eric Stoffel, Anthony Valcic)
2. Eviscerate – 4:52
3. Framework – 3:34

CD 4 – Rough Mixes, Remixes & Live
1. Kick the Bass (2005 Electro Rough Mix) – 4:01 (Ryan Shuck, Amir Derakh)
2. Someday Soon (2005 Rough Mix) – 4:14 (Ryan Shuck, Amir Derakh)
3. Technical Difficulties (2005 Rough Mix) – 4:38
4. Dreamland (2005 Rough Mix) – 4:02
5. Maestro (2005 Rough Mix) – 3:29
6. Stranded (2005 Rough Mix) – 4:05 (James Kinney, Amir Derakh, Ryan Shuck, Anthony Valcic)
7. Cruel Daze of Summer (2012 Rough Mix) – 6:24 (Amir Derakh, Ryan Shuck, Anthony Valcic, Adam Bambrough, Rob Peckham)
8. California Noir (2017 Zeskullz VIP Remix) – 4:12 (Ryan Shuck, Amir Derakh, Eric Stoffel, Anthony Valcic)
9. Killing Fields (2009 Brandon Belsky Remix) – 6:33 (Amir Derakh, Ryan Shuck, Anthony Valcic, Brandon Belsky)
10. Dreamland (2010 Gorstein Remix) – 3:48
11. Kick the Bass (2014 Razorwerk Remix) – 5:02 (Ryan Shuck, Amir Derakh)
12. Maestro (2007 Brandon Belsky Remix) – 7:00

- The Clouds Hill Sessions (2011)

1. Someday Soon (Live RMX Version) – 3:14 (Ryan Shuck, Amir Derakh)
2. Maestro (Live RMX Version) – 5:10
3. Fail with Grace – 5:29 (Sam Evans, Ryan Shuck)
4. Dregs of the World – 4:52 (Amir Derakh, Ryan Shuck, Anthony Valcic, Brandon Belsky)

## Formazione
Gruppo
- Ryan Shuck – voce, chitarra, sintetizzatore, assolo armonico (CD1: traccia 4), assolo (CD1: traccia 9)
- Amir Derakh – chitarra, basso, programmazione, sintetizzatore, assolo di chitarra baritona (CD1: traccia 3), assolo armonico (CD1: traccia 4), guitar hook (CD1: traccia 6), assolo (CD1: traccia 8, CD2: traccia 5)
- Anthony "Fu" Valcic – programmazione, sintetizzatore, basso
- Brandon Belsky – programmazione aggiuntiva (CD1: traccia 4, CD2: tracce 4, 11), basso aggiuntivo (CD1: traccia 4, CD2: traccia 11), tastiera e cori (CD3: tracce 1-6)
- Elias Rodriguez – batteria (CD3: tracce 1-6, CD4: tracce 13-16)

Altri musicisti
- James Kinney – programmazione aggiuntiva (CD1: tracce 1 e 8, CD4: traccia 6), sintetizzatore aggiuntivo (CD1: tracce 1 e 8), assolo di organo (CD1: traccia 1), tastiera aggiuntiva (CD4: traccia 6)
- Sam Evans – programmazione aggiuntiva (CD1: traccia 2)
- Eric Stoffel – programmazione e sintetizzatore aggiuntivi (CD1: traccia 9, CD2: tracce 14-16), sintetizzatore (CD3: tracce 15-17)
- Eli James – batteria (CD1: tracce 13-15, CD3: tracce 7-9), percussioni (CD3: tracce 12-14)
- Brian Spangenburg – basso fretless (CD2: traccia 2)
- Jamey Koch – chitarra EFX aggiuntiva (CD2: traccia 10)
- The Z-Listers – programmazione e sintetizzatore aggiuntivi (CD2: traccia 12, CD4: traccia 7)
- Guy Hatfield – programmazione e sintetizzatore aggiuntivi (CD2: traccia 13)
- Chester Bennington – voce aggiuntiva (CD3: tracce 10 e 11)
- Amber Snead – voce aggiuntiva (CD3: tracce 12-14)
- Maestro Rhythm King – beatbox (CD3: tracce 12-17)
- Ricardo "Ricky" Restrepo – V-Drums (CD3: tracce 15-17)

Produzione
- Amir Derakh – produzione, registrazione, missaggio (CD1: tracce 2-6, CD3: tracce 15-17, CD4: tracce 13-16)
- Anthony "Fu" Valcic – produzione, registrazione, missaggio (CD1: tracce 1, 7-10, 13-15, CD3: tracce 1-14), mastering
- Sean Beavan – missaggio (CD1: traccia 11)
- Tim Palmer – missaggio (CD1: traccia 12)
- Mike Marsh – mastering (CD1: tracce 2-6)
- Ted Jensen – mastering (CD1: tracce 11 e 12)
- Ken "Pooch" Van Druten – registrazione (CD3: tracce 10 e 11)
- Matt Thorne – missaggio (CD4: tracce 13-16)
- Thomas Maringer – assistenza tecnica (CD4: tracce 13-16)
- Johan Scheerer – assistenza tecnica (CD4: tracce 13-16)
- Linda Gerdes – assistenza tecnica (CD4: tracce 13-16)